# Rosana Alonso
Rosa Ana Alonso Clusa, née le 10 octobre 1970, est une femme politique espagnole membre de Podemos.
Elle est élue députée de la circonscription de Cantabrie lors des élections générales de décembre 2015.

## Biographie

### Études et profession
Réalisant ses études supérieures à l'université de Cantabrie, elle obtient son diplôme d'enseignante du cycle maternel et primaire en 1991. Entre 1995 et 1999, elle travaille pour le collège privé Puente puis, entre 2005 et 2010, réalise du soutien à des enfants atteints de troubles envahissants du développement (TGD). Elle bascule dans l'enseignement public en 2012.

### Activités politiques
Membre de Podemos dès sa création en 2014, elle est élue secrétaire chargée des Relations avec la société civile et les mouvements sociaux du conseil citoyen de Cantabrie ainsi que membre du conseil citoyen de Santander. Elle est investie tête de liste du parti dans la circonscription de Cantabrie en vue des élections générales de décembre 2015,,. Avec un score de 17,87 % des voix, sa liste arrive en troisième position derrière le PP et le PSOE et obtient un des cinq sièges en jeu
. Élue au Congrès des députés, elle devient membre de la commission de l'Éducation et du Sport, de la commission des Politiques d'intégration du handicap, de celle de la Sécurité routière et des Déplacements durables ainsi que de la commission du suivi et de l'évaluation des accords du pacte de Tolède. Elle se représente lors du scrutin anticipé de juin 2016 et conserve son mandat parlementaire,. Au Congrès, elle est promue porte-parole de la commission de l'Éducation et du Sport et s'inscrit à la commission des Droits de l'enfance et de l'adolescence.
Dans le cadre de la deuxième assemblée citoyenne de Podemos, elle apporte son soutien à Íñigo Errejón et intègre la liste de celui-ci. Elle est élue secrétaire générale de la fédération de Podemos en Cantabrie en avril 2018, après avoir obtenu l'appui de 42,25 % des votants face à la porte-parole parlementaire au Parlement de Cantabrie.